# XDCAM
XDCAM ist die Bezeichnung für ein von Sony eingeführtes digitales Video-System, das für Bandlose Aufzeichnung auf Professional Disc for Broadcast steht.

## Professional Disc

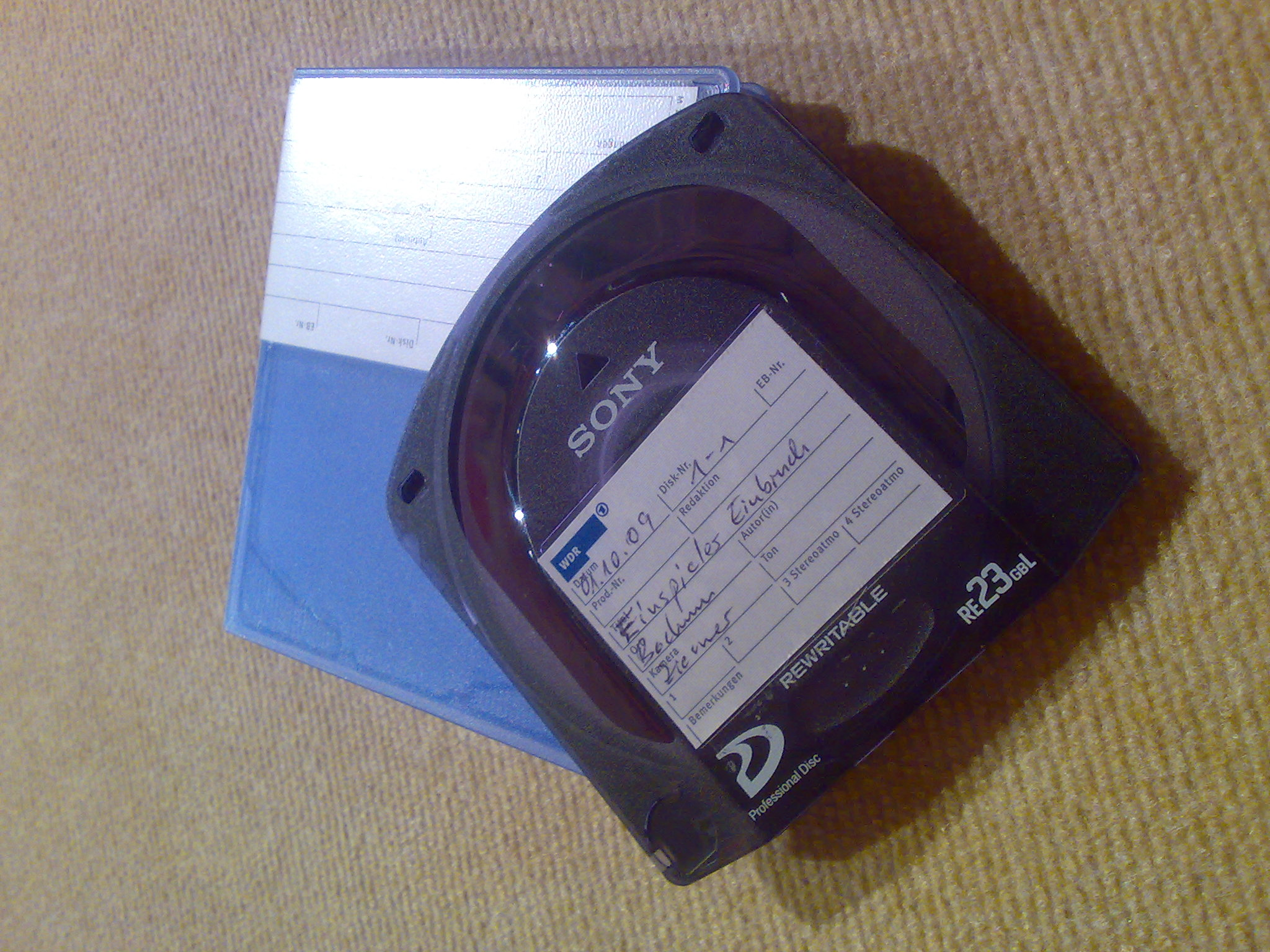
Sony Professional Disc

XDCAM zeichnet auf die sogenannte „Professional Disc for Broadcast“ auf. Diese Disc ist dem Blu-ray-System ähnlich, jedoch ist sie gegen äußere Einwirkungen zusätzlich durch ein Gehäuse geschützt und benutzt ein anderes Dateiformat.
Die "Professional Discs" sind in vier Varianten erhältlich. Die Varianten unterscheiden sich durch die Anzahl der Layer.
Auf eine Single-Layer „Professional Disc“ passen 23 GB Videomaterial. Dies entspricht im DVCAM-Modus 85 Minuten und bei IMX 45 Minuten (IMX50). Eine Dual-Layer „Professional Disc“ fasst 50 GB Videomaterial. Dies entspricht im DVCAM-Modus 185 Minuten. Die Triple-Layer "Professional Disc" kann 100 GB Videomaterial speichern. Die Quad-Layer "Professional Disc" ist die einzige nicht wiederbeschreibbare Variante der XDCAM und fasst 124 GB.

## Proxydaten
Zusätzlich zum vollaufgelösten PAL- oder NTSC-Signal zeichnen XDCAM-Kameras sogenannte Proxy-AV-Daten auf. Hierbei handelt es sich um eine geringer aufgelöste, MPEG-4 komprimierte Version der eigentlichen Videodaten, die parallel zum vollaufgelösten Signal gespeichert werden. Diese bieten den Vorteil, dass sie in der bandlosen Akquisition schneller übermittelt und so beispielsweise zum schnelleren Sichten oder zum Offline-Schnitt eingesetzt werden können.

## Einsatzgebiete

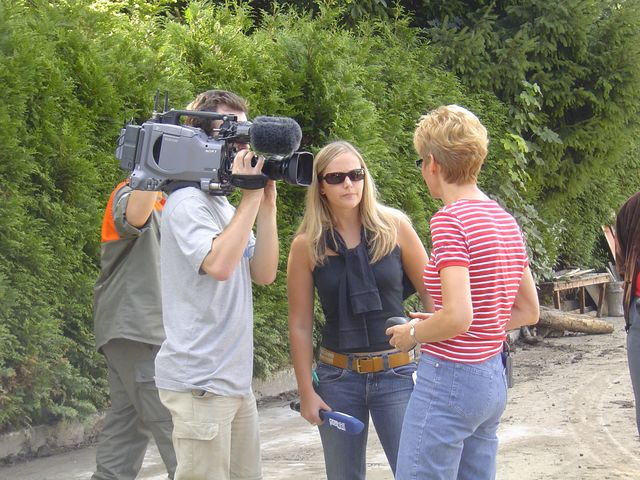
EB-Kamerateam von telebasel mit XDCAM-Camcorder

XDCAM ist im Gegensatz zu Digital Betacam (der Band-basierende digitale Vorgänger von Sony, der bei den Anstalten der ARD und vielen privaten Sendern als Standard galt) Multiformat-kompatibel, somit ist eine Aufzeichnung in HD sowie SD möglich. Bereits kurz nach der Markteinführung von XDCAM entschlossen sich renommierte Fernsehsender wie der WDR oder Sat.1, aber auch kleinere Regionalsender wie Telebasel, zur Anschaffung von XDCAM-Ausrüstung.
Sowohl für den Einsatz im tagesaktuellen Bereich, als auch im Bereich der Dokumentarfilmproduktion wurde das System bis zu seiner Ablösung durch Speicherkarten-basierende Aufzeichnungsgeräte eingesetzt. Die Bezeichnung XDCAM wird dabei auch ohne Aufzeichnung auf die Professional Disc für das Aufzeichnungsformat weiterverwendet, ähnlich dem früher an das gleichnamige Kassettenformat geknüpfte Begriff DVCAM, welcher losgelöst von den miniDV- und DV-Kassetten noch als 25 Mbit/s-Aufzeichnungsformat weiterhin existiert und von vielen XDCAM-Geräten als SD-Option zur Aufzeichnung auf die XDCAM-Disc unterstützt wurde.

## Geräte

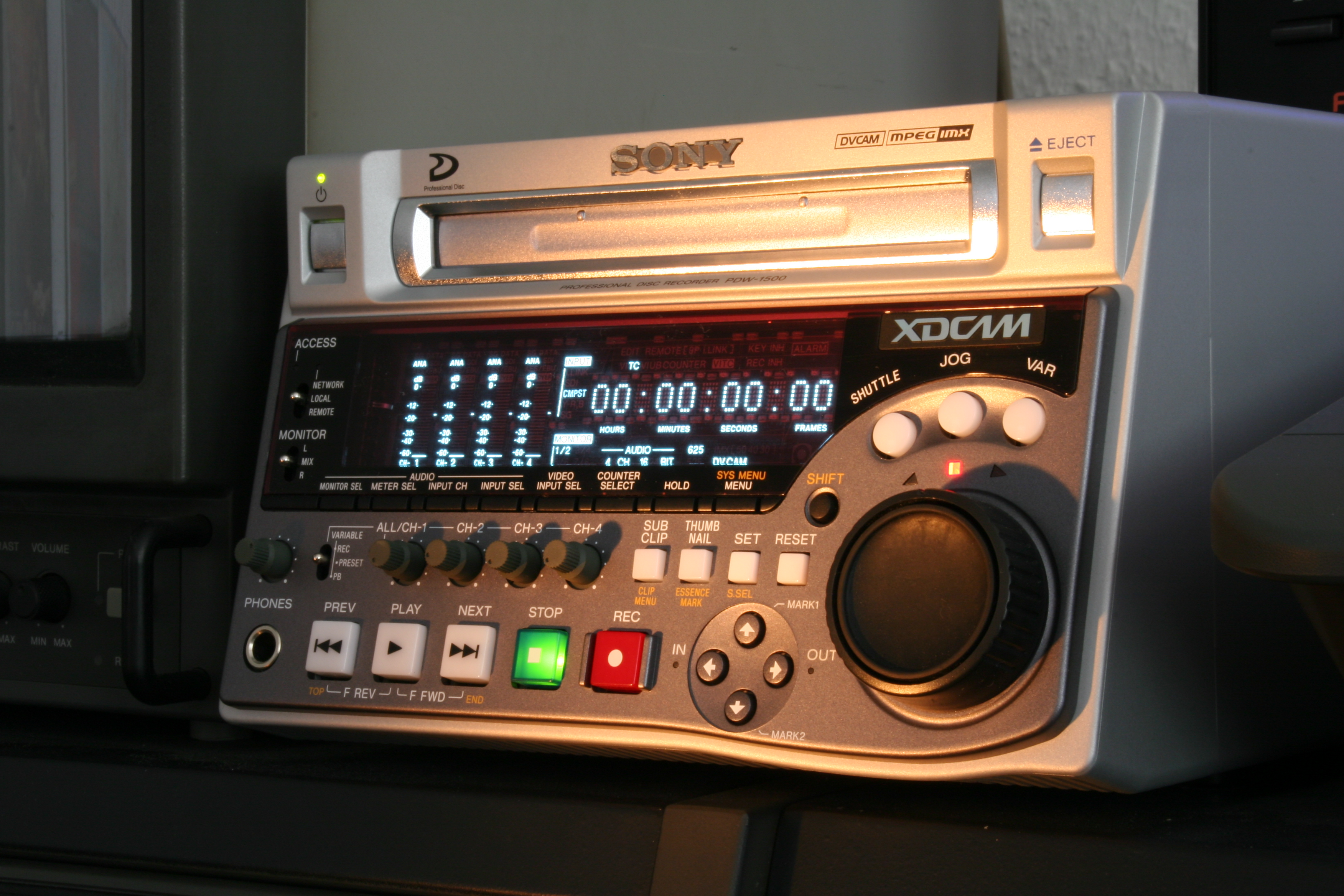
XDCAM PDW-1500 von Sony

Zu den wichtigsten XDCAM-Geräten gehören die folgenden:
- PDW-510 XDCAM Camcorder Aufzeichnung auf DVCAM
- PDW-530 XDCAM Camcorder Aufzeichnung auf DVCAM und IMX
- PDW-1500 XDCAM Rekorder Aufzeichnung auf DVCAM und IMX
- PDW-F330 und PDW-F350 XDCAM HD Camcorder Aufzeichnung auf DVCAM und XDCAM HD
- PDW-680 XDCAM HD Camcorder Aufzeichnung auf DVCAM (Option) und IMX und XDCAM HD
- PDW-700 und PDW-F800 XDCAM HD Camcorder Aufzeichnung auf DVCAM (Option) und IMX und XDCAM HD
- PDW-F30 und PDW-F70 XDCAM HD Rekorder Aufzeichnung auf DVCAM und XDCAM HD
- PDW-F75 XDCAM HD Rekorder Aufzeichnung auf Dual-Layer Professional-Disc
- PDW-U1 XDCAM HD USB-Laufwerk für den Computer zur schnellen Archivierung und Bearbeitung (unterstützt 23- und 50-GB-Discs)
- PDW-U2 XDCAM HD USB-Laufwerk für den Computer zur schnellen Archivierung und Bearbeitung (Unterstützt 23-, 50- und 124-GB-Discs und hat eine verbesserte Lese-/Schreibgeschwindigkeit gegenüber dem Vorgänger)

Mit der Einführung von XDCAM wurde von Sony der Studiorekorder PDW-3000 angekündigt. Dieser sollte – wie eine bandbasierte MAZ-Maschine – als Rekorder schnittfähig sein und die „normale“ Größe einer MAZ haben (volle 19"-Breite, 4 Höheneinheiten). Die PDW-3000 wurde jedoch nie in Serie hergestellt.
Seit Januar 2007 ist ein Softwareupdate für die PDW-1500 erhältlich, die diese Maschine zu einem vollwertigen Schnittrekorder mit Insert- und Assemblefunktionen macht.

## Spezifikation (SD-Codec)
| Media                  | Blu-ray Disc Disc mit widerstandsfähiger Cartridge           |
| Samplingrate           | 4:1:1 (NTSC, DVCAM) 4:2:0 (PAL, DVCAM) 4:2:2 (PAL/NTSC, IMX) |
| Bitrate                | 25 Mbit/s (DVCAM) 30/40/50 Mbit/s (IMX)                      |
| Kompression            | DVCAM, MPEG-IMX                                              |
| Pixel                  | 720 × 480 (NTSC), 720 × 576 (PAL)                            |
| Samplingfrequenz       | 48 kHz                                                       |
| Quantisierung          | 16 bit/sample (DVCAM), 20 bit/sample (IMX)                   |
| Audiokompression       | PCM                                                          |
| Anzahl der Audiokanäle | 4 Kanäle (DVCAM), 8 Kanäle (IMX)                             |

## Audiospuren
Bei der Aufnahme auf XDCAM Disc ist zu beachten, dass die 8 Audiospuren nur in Mono aufgespielt werden können. Stereo- oder 5.1 Tonspuren können nur als diskrete Kanäle aufgenommen werden. Eine Vielzahl der Camcorder für das XDCAM-Format bietet digitale Audioeingänge (AES/ EBU).